# Otto Voisard
Pour les articles homonymes, voir Voisard.
Otto Voisard, né le 18 mai 1927 à Vienne en Autriche et mort le 11 mai 1992 à Vienne, est un industriel austro-allemand.
Otto Voisard fut nommé président du comité de direction (PDG) de MAN et ensuite fut appelé en Autriche au poste de directeur général de  Steyr Daimler Puch.

## Biographie
En 1951 Otto Voisard entama sa carrière professionnelle chez « Alpine » à Donawitz, en Autriche.
En 1956 Otto Voisard commença son activité professionnelle en Allemagne à la société MAN à Augsbourg où, après peu de temps, il fut nommé assistant personnel de M. Neumann, qui était alors président directeur général. Entre 1956 et 1969, Otto Voisard travailla au bureau d’études de MAN à Hambourg dont il fut plus tard nommé directeur. Le bureau d’études était spécialisé dans la construction de moteurs navals et d’installations de grues industrielles. 
En 1969, Otto Voisard prit la fonction de directeur au sein de la société MTU Aero Engines (Munich et Friedrichshafen) qui venait d’être fondée par Mercedes et MAN. Cette entreprise était spécialisée dans la mise au point de moteurs d’avion et de moteurs diesel. De cette période date l’étroite collaboration de Otto Voisard avec le professeur Werner Niefer (Mercedes-Benz). À cette époque, MTU signa un contrat important pour la construction en licence de moteurs McDonnell Douglas F-4/F-4 Phantom II et Otto Voisard travailla en collaboration étroite avec M. le docteur Gerhard Neumann, ingénieur, qui était alors vice-président de General Electric. 
En 1974, Otto Voisard revient à la division véhicules utilitaires de MAN en tant que membre du comité de direction. En 1976, un contrat pour la livraison de 1200 cars pour l’Algérie fut signé. En 1979, Otto Voisard fut nommé président du comité de direction (PDG) de MAN. Sous sa responsabilité, la fusion de l’entreprise avec Burmeister and Wain (B&W) fut réalisée en 1981. À l’époque, le contrat signé pour la transformation de turbines à vapeur (Queen Elizabeth 2) en moteurs diesel MAN – B&W renforça grandement la renommée de l’entreprise.  En 1981, Otto Voisard reçut l’Ordre du mérite de Bavière de l’ancien ministre-président, Franz Josef Strauss.  
En 1986, avec le soutien de Dr. Hannes Androsch, qui était alors directeur général de la banque autrichienne Creditanstalt-Bankverein, Otto Voisard fut appelé en Autriche au poste de directeur général de Steyr Daimler Puch. Cette période est surtout marquée par la coopération avec Chrysler et son PDG Lee Iacocca, qui allait déboucher en 1988 sur l’ouverture d’une usine Chrysler à Graz et sur la construction du modèle automobile Chrysler Voyager. Par ailleurs, il travailla au développement du système d’entraînement pour les modèles Mercedes de la classe G (Mercedes G et Puch G à Graz) en étroite collaboration avec le professeur Dr. Werner Niefer de Mercedes. En 1991, Otto Voisard reçut l’Ordre du mérite de la République d’Autriche.

### Enfance et formation
Otto Voisard a fait ses études primaires et secondaires à Vienne et à Berlin mais en 1944, il fut appelé sous les drapeaux et dut servir aux canons aériens à Vienne. Il fut ensuite engagé sur un torpilleur (T38) responsable de la protection et de l’accompagnement du grand croiseur (Schwerer Kreuzer Prinz Eugen, 1938). Otto Voisard a passé son baccalauréat après la fin de la guerre et fait des études universitaires à la faculté technique de Vienne (université technique de Vienne) où il obtint en 1951 le diplôme d’ingénieur en construction mécanique.

### Vie de famille
Chez « Alpine » (Leoben/Donawitz) en Autriche Otto Voisard rencontra sa future épouse Gertrude Lenk ; après son mariage en 1956, le couple s’installa en Allemagne et eut trois fils. 

### Décès
Otto Voisard meurt le 11 mai 1992 à Vienne à la suite d’une brève maladie. Il est enterré au cimetière de l'Ouest de Munich.